# Divlje jagode

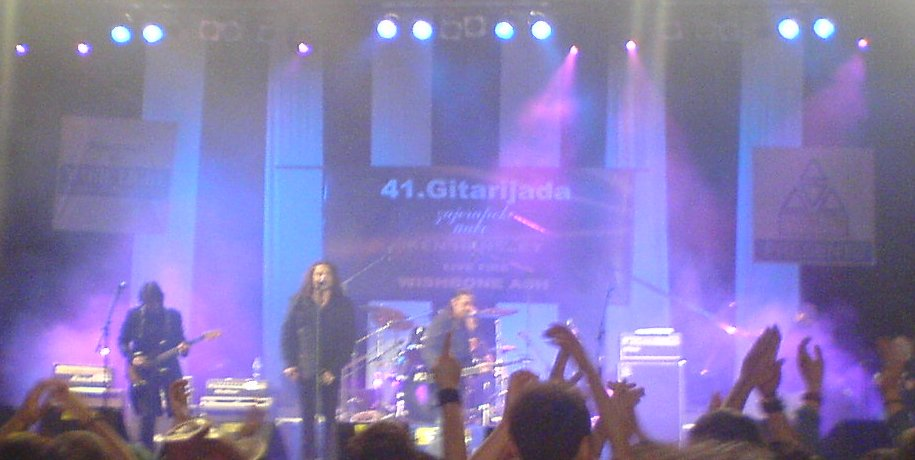
Divlje jagode sur scène en 2007.

Divlje jagode (prononciation : Divlié Iagodé ; traduction en français : Les fraises sauvages) est un groupe de musique hard rock et heavy metal originaire de Sarajevo. Il fut très populaire dans l'ancienne Yougoslavie dans les années 1980 et a conservé une partie de sa popularité dans les États qui en sont issus.

## Histoire
Le groupe Divlje jagode a été formé en 1976, à Sarajevo (Yougoslavie), par Sead Lipovača, dit Zele.

## Composition du groupe

### Chanteurs
- Ante Janković, dit "Toni" – (1977-1982),(2005)
- Alen Islamović – chanteur et bassiste - (1980-1986), (2006-2012)
- Zlatan Ćehić dit "Ćeha" – bassiste et chanteur (1984-1995)
- Mladen Vojičić dit "Tifa" – (1987-1988)
- Zlatan Stipišić dit "Gibonni" - (1989-1990)
- Žanil Tataj dit "Žak" – (1991-1992), (1994-2002), (2007)-(2008)
- Emir Cerić dit "Cera" – (1996-1997)
- Pero Galić dit "Gale" – (2002-2005), (2006-2007)
- Marko Osmanović - (2008 – 2013)
- Livio Berak - (2013-)

### Guitaristes
- Sead Lipovača dit "Zele" – (1977-....)

### Bassistes
- Saša Čabrić – (1977)
- Ševcet Hodža – (1977)
- Nihad Jusufhodžić – (1977-1979)
- Alen Islamović - (1980-1984)
- Zlatan Čehić - (1984-1995), (2006-2012)
- Sanin Karić – (1995-1997),(2005-2005)
- Dejan Orešković dit "Klo" – (1997-2004),(2006)
- Andraš Išpan - (2012-2015), (2016), (2021-)
- Damjan Mileković - (2016), (2017 – 2021)

### Claviers
- Mladen Krajnik – (1977)
- Mustafa Ismailovski dit "Muc" – (1978-1980)
- Samir Sestan – (1985),-(1987)
- Don Airey – (1987-1987)
- Vlado Podany – (1988-1988)
- Toni Lasan – (1997-1997)
- Damjan Deurić – (2011-)

### Batteurs
- Adonis Dokuzović – (1976-1980)
- Nasko Budimlić – (1980-1986, 1989-1997, 1998-2002, 2011-2015)
- Velibor Čolović dit "Šeki" - (1987)
- Edin Šehović dit "Šeha" – (1987-1988)
- Dragan Jankelić – (1988-1989)
- Thomas Balaž – (1992, 1997-2011)
- Adrian Borić -2015-2018)
- Emil Kranjčić - (2018-)

## Discographie
- 1979 - Divlje Jagode ("Les fraises sauvages")
- 1981 - Stakleni hotel ("L'Hôtel de verre")
- 1982 - Motori" ("Les Motos")
- 1984 - Čarobnjaci ("Les Sorciers")
- 1985 - Vatra ("Le Feu")
- 1987 - Wild Strawberries
- 1988 - Konji ("Les Chevaux")
- 1993 - Zele - Magic Love
- 1994 - Labude kad rata ne bude ("Cygne, lorsque la guerre ne sera plus")
- 1997 - Sto vjekova ("Cent siècles")
- 2003 - Od neba do neba ("De ciel en ciel")
- 2004 - The very best of
- 2006 - Box set ("La boite")